# Соболев, Сергей Александрович
Сергей Александрович Соболев (род. 18 марта 1982, Жуковский) — российский пианист.
Выпускник Московской государственной консерватории имени П. И. Чайковского, лауреат международных конкурсов, в том числе 13-го Международного конкурса им. П. И. Чайковского в Москве. Концертировал в Германии, Франции, Бельгии, Нидерландах, США, Корее, Италии, Австрии.

## Биография
Сергей Соболев родился в 1982 году в семье ведущего конструктора ЦАГИ Александра Александровича Соболева и архитектора Натальи Викторовны Соболевой. Музыке начал обучаться с шести лет. В 1992 году поступил в специальную музыкальную школу при Академическом музыкальном училище МГК им. П. И. Чайковского в Москве (класс И. А. Вериго-Ситновой). С 1996 года С. Соболев — студент Академического Музыкального училища (ныне колледж) при Московской Государственной консерватории в классе заслуженного учителя РФ Н. Г. Сусловой.
В 18 лет стал студентом Московской Государственной консерватории им. П. И. Чайковского, которую с отличием окончил в 2005 году в классе Народного артиста России, профессора М. С. Воскресенского. В этом же году продолжил обучение в аспирантуре МГК им. П. И. Чайковского также у М. С. Воскресенского.
С 1997 года Сергей Соболев — стипендиат Международной благотворительной программы «Новые имена». В этом же году ему присуждена премия Президента РФ. В 2002 году Сергей Соболев становится стипендиатом фирмы «Yamaha», в 2003 году — лауреатом Молодежной премии «Триумф». В 2008 году окончил аспирантуру МГК.
С. Соболев принимал участие в различных музыкальных фестивалях, среди которых Usedomer Musikfestival в Германии (2002, 2006), Sommets Musicaux De Gstaad (Швейцария, январь 2010), Фестиваль юных солистов в Москве (1997) и др. Выступает с многочисленными сольными концертами, а также в камерных ансамблях (с такими артистами, как Л. Исакадзе, Cuarteto Casals и др.) на концертных площадках России, Великобритании, Германии, Австрии, Франции, Италии, Бельгии, Голландии, США, Южной Кореи. Музыкант также сотрудничал с различными симфоническими оркестрами под управлением дирижёров В. К. Полянского, М. Б. Горенштейна, А. Левина, А. В. Сладковского, Дж. Окторс, Дж. Варга и других в России и за рубежом.
В 2005—2006 гг. Сергей Соболев осуществил запись двух компакт-дисков (Гент, Бельгия) с фортепианными произведениями Бетховена, Шопена, Скрябина, Прокофьева. С 2010 года он — студент Королевского колледжа Музыки в Лондоне. Там Сергей совершенствовал своё мастерство и окончил аспирантуру как Master of Performance.

## Оценки
- Лауреат Международного конкурса «Николай Рубинштейн и Московская композиторская школа» (1-я премия, Москва, 1997 год)
- Лауреат Первого Всероссийского Открытого конкурса юных музыкантов «Новые имена» (Москва, 2000 год)
- Лауреат Второго Международного конкурса пианистов имени А. Н. Скрябина (3-я премия, Москва, 2000 год)
- Лауреат Международного конкурса им. Королевы Елизаветы (Брюссель, 2003 год)
- Лауреат Международного конкурса пианистов в Сантандере (Испания, 2008 год)
- Лауреат Международного конкурса пианистов им. Листа (2-я премия, Веймар, 2011 год)
- Лауреат 13-го Международного конкурса им. П. И. Чайковского (4-я премия, Москва, 2007 год)

## Видеоматериалы
- А. Н. Скрябин. Соната № 5, соч. 53
- Ф. Лист. Hungarian Rhapsody No. 9 (S 244/9)
- Ф. Лист. Bagatelle Without Tonality (S 216a)